# برك ذائبة

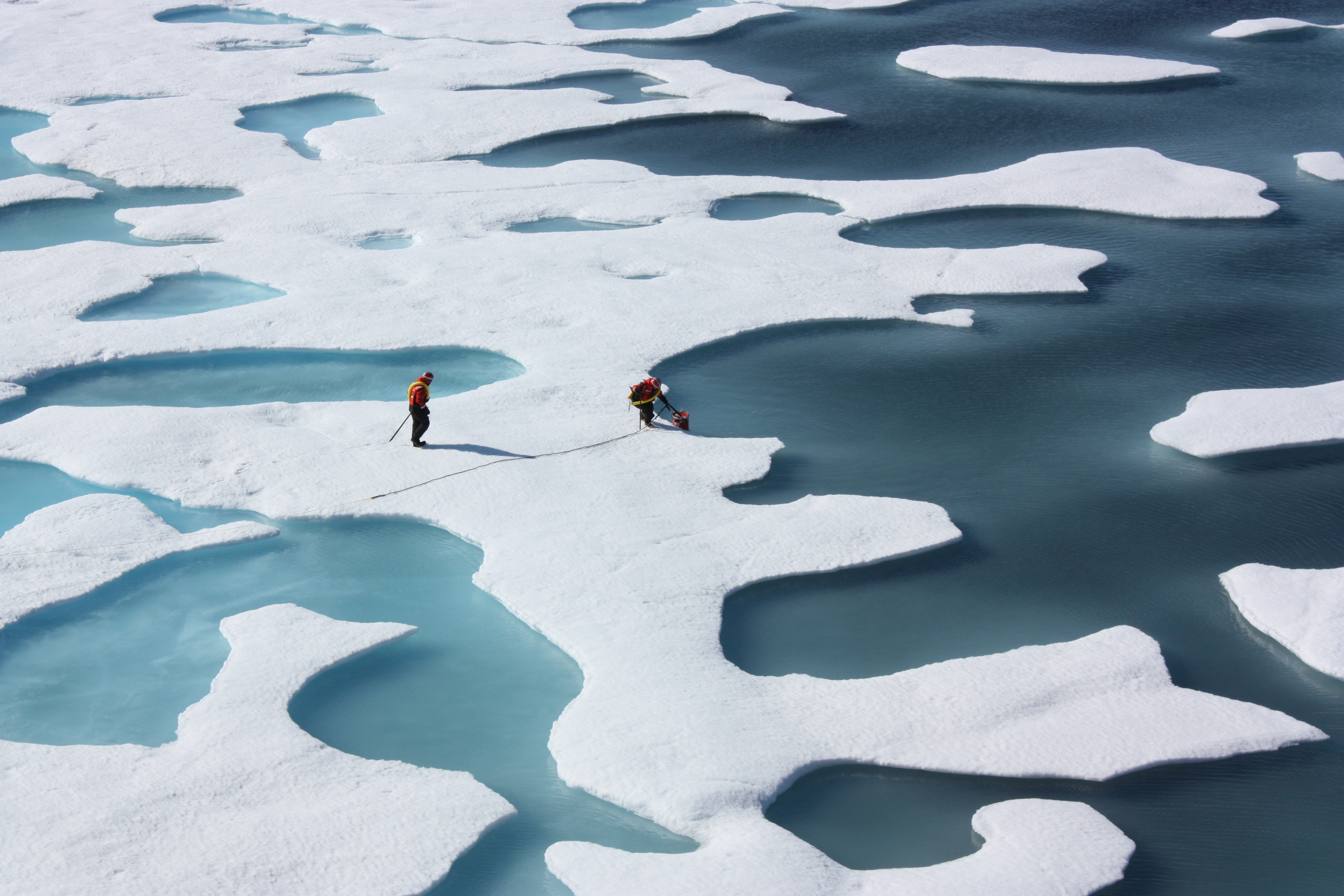
عندما يذوب الجليد تتجمع المياه السائلة في المنخفضات على السطح، وتشكل هذه البرك الذائبة في القطب الشمالي. يتم فصل أحواض المياه العذبة هذه عن البحر المالح من أسفلها وحولها، حتى تندمج الفواصل في الجليد بين الاثنين.

البرك الذائبة (بالإنجليزية: Melt pond)‏ هي برك من المياه المفتوحة تتشكل على الجليد البحري في أشهر الربيع والصيف الأكثر دفئًا. وتوجد البرك أيضًا على الطبقات الجليدية والرفوف الجليدية. يمكن أيضًا أن تتطور برك المياه الذائبة تحت الجليد.
عادة ما تكون البرك الذائبة أغمق من الجليد المحيط بها، ويكون توزيعها وحجمها متغيرًا بدرجة كبيرة. تمتص الإشعاع الشمسي بدلاً من عكسها كما يفعل الجليد، وبالتالي يكون لها تأثير كبير على توازن إشعاع الأرض. هذا التفاضل الذي لم يتم التحقيق فيه علميًا حتى وقت قريب، له تأثير كبير على معدل ذوبان الجليد ومدى الغطاء الجليدي.
يمكن أن تذوب البرك الذائبة لتصل إلى سطح المحيط. يزيد دخول مياه البحر إلى البركة من معدل الذوبان لأن مياه المحيط المالحة أدفأ من مياه البركة العذبة. تؤدي زيادة الملوحة أيضًا إلى خفض درجة تجمد الماء.
يمكن أن تتدفق المياه من البرك الذائبة فوق سطح الأرض إلى الصدوع أو الأنابيب المؤدية تحت الصفائح الجليدية أو الأنهار الجليدية، وتتحول إلى مياه ذائبة. قد يصل الماء إلى الصخور الأساسية. التأثير هو زيادة معدل تدفق الجليد إلى المحيطات، حيث يتصرف السائل مثل مادة التشحيم في الإنزلاق القاعدي للأنهار الجليدية.